# 원음방송
원음방송(圓音放送, 영어: Won Buddhism Broadcasting System)은 대한민국의 FM 라디오 방송국 및 TV 방송국이다. 원불교의 주도로 설립된 재단법인 원음방송이 운영한다.

## 방송국 연혁
- 1989년 9월 29일 : 원불교 방송국 설립 준비위원회 결성
- 1993년 6월 25일 : 원음방송 설립추진 발기인 총회
- 1993년 7월 6일 : 원음방송 설립허가추천신청서 제출 (공보처)
- 1997년 12월 4일 : 재단법인 원음방송 설립 및 방송국 설립허가추천서 발급신청
- 1997년 12월 15일 : 원음방송 설립허가 추천 (공보처 발행 84521-638)
- 1997년 12월 17일 : 재단법인 원음방송 허가 (공보처 발행 84500-643)
- 1998년 10월 7일 : 원음방송 인터넷 방송 개시 (www.wbsfm.com)
- 1998년 11월 30일 : 원불교 중앙본부가 위치해 있는 전라북도 익산시에서 개국 (출력 3㎾/FM 97.9㎒/호출부호 : HLDV)
- 2000년 5월 24일 : 부산 원음방송 정보통신부로부터 허가
- 2000년 8월 29일 : 서울 원음방송 정보통신부로부터 허가
- 2001년 7월 11일 : 부산원음방송 시험방송 시작
- 2001년 8월 2일 : 서울원음방송 시험방송 시작
- 2001년 8월 30일 : 부산원음방송 개국 (주파수 : 104.9㎒, 호출부호 : HLQJ, 가청 지역: 부산광역시, 울산광역시, 경상남도 마산시, 창원시, 진해시, 통영시, 진주시, 사천시, 양산시, 거제시, 밀양시, 김해시)
- 2001년 9월 12일 : 원음방송 본사 개국 (주파수: 89.7㎒, 호출부호 : HLQK, 수도권 지역)
- 2004년 6월 1일 : 서울원음방송 출력증강(3㎾)
- 2005년 7월 5일 : 원음방송 익일정파 "21시간 방송"실시
- 2005년 9월 5일 : 본사를 익산에서 서울로 이전. 서울원음방송을 원음방송으로, 원음방송을 전북원음방송으로 개칭
- 2006년 4월 20일 : 광주원음FM방송 허가추천
- 2007년 4월 3일 : 사업자등록증 본점 소재지 이전 (익산 → 서울)
- 2007년 6월 7일 : 'wbs 원음방송' 서비스표 등록 출원 (특허청)
- 2008년 4월 21일 : 광주원음방송 개국 (주파수: 107.9㎒, 호출부호 : HLQN,  출력 : 1kw, 가청 지역: 광주광역시, 전라남도 나주시 일부)
- 2009년 11월 19일 : 정관 제20조 기본재산 8억으로 변경 허가 (방송통신위원회)
- 2010년 7월 1일 : 부산원음방송 마산시, 창원시, 진해시 → 창원시 통합
- 2010년 10월 26일 : 대구원음방송 방송통신위원회로부터 허가
- 2011년 3월 7일 : 원음방송 조직개편 - 라디오국 TV국 확대 설치
- 2011년 11월 20일 : 대구원음방송 개국 (주파수: 98.3㎒, 호출부호 : HLCS, 가청 지역: 대구광역시, 경상북도 경산시, 구미시, 영천시, 칠곡군, 성주군, 고령군)
- 2012년 4월 26일 : 원음방송 대표홈페이지 주소변경 및 확대 개편 (www.wbsi.kr)
- 2014년 9월 5일 : 원음방송 애플리케이션 오픈
- 2015년 1월 13일 : WBS TV 사업 수위단회 의결
- 2015년 4월 17일 : WBS TV 방송채널사용사업자 등록 (미래창조과학부)
- 2015년 9월 : 새 CI 변경
- 2015년 11월 2일 : 원음방송 이전 (서울특별시 양천구 목동동로 233 한국방송회관 4, 5층)
- 2015년 11월 30일 : WBS TV 개국
- 2022년 10월 4일 : 원음방송 신사옥 이전 (서울특별시 금천구 남부순환로 1350 4~6층)
- 2023년 7월 1일 : 대구원음방송 경상북도 군위군 → 대구광역시 군위군 통합
- 2024년 1월 18일 : 전북원음방송 주소 변경 전라북도 익산시 → 전북특별자치도 익산시

## 지역 방송국
- WBS FM
  - 서울특별시 금천구 남부순환로 1350에 위치하며 2001년 9월 12일 개국하였다.
- 전북원음방송
  - 전북특별자치도 익산시 익산대로 501에 위치하며 1998년 11월 30일 개국하였다.
- 부산원음방송
  - 부산광역시 중구 광복중앙로33번길 10에 위치하며 2001년 8월 30일 개국하였다.
- 광주원음방송
  - 광주광역시 서구 상무오월로 31에 위치하며 2008년 4월 21일 개국하였다.
- 대구원음방송
  - 대구광역시 중구 중앙대로66길 42에 위치하며 2011년 11월 20일 개국하였다.

## 방송 송출 시설망
| 방송국       | 호출부호 | 송신소명      | 주파수     | 공중선전력 | 송신소 위치                                  |
| ------------ | -------- | ------------- | ---------- | ---------- | -------------------------------------------- |
| WBS FM       | HLQK-FM  | 관악산 송신소 | FM 89.7㎒  | 3㎾        | 경기 과천시 중앙동 산12-1 (넥스콘테크)       |
| 부산원음방송 | HLQJ-FM  | 황령산 송신소 | FM 104.9㎒ | 3㎾        | 부산 연제구 연산2동 산181-3 (KNN)            |
| 대구원음방송 | HLCS-FM  | 앞산 송신소   | FM 98.3㎒  | 1㎾        | 대구 남구 대명9동 산227-1 (KBS대구)          |
| 광주원음방송 | HLQN-FM  | 무등산 송신소 | FM 107.9㎒ | 1㎾        | 광주 동구 용연동 산354-4 (KBS광주)           |
| 전북원음방송 | HLDV-FM  | 모악산 송신소 | FM 97.9㎒  | 3㎾        | 전북 김제시 금산면 금산리 산1 (JTV 전주방송) |

## 정규 방송 시간
- 라디오: 오전5시 ~ 익일 오전5시 (24시간)
- TV: 오전5시 ~ 익일 오전5시 (24시간)

## 로고송

#### 2017년 5월 ~ 현재
- 원~음~방~송~ 맑고 밝고 훈훈한 원음방송 WBS

#### 2011년 12월 ~ 2017년 5월
- 맑고 밝고 훈훈한 방송 wbs 원음방송
- 맑고 밝고 훈훈한 소리 wbs wbs wbs 원~음~방~송~
- 맑은 소리 밝은 세상 (wbs) 훈훈한 이야기 (wbs) wbs (wbs) 원음방송~[2]
- 은혜와 감사로 함께하는 wbs 원음방송

#### 2005년 9월 ~ 2011년 12월
- 은혜로 은혜로 만나는 세상~ 원음방송
- 은혜로 은혜로 만나는 세상~ 원음~방~송~
- 은혜로 은혜로 만나는~ 세상 음~ 원음방송~
- 밝고 맑고 훈훈한 소리 원음방송~
- 은혜로 만나는 세상 원음방송~

#### 개국일 ~ 2005년 9월
- 밝고 맑은 훈훈한 소리 원음방송
- 깨끗한 세상 만드는 맑은 방송 지친 마음 감싸주는 밝은 방송 우리들의 따뜻한 소리 훈훈한 방송 wbs 원음방송~
- 맑은 마음 훈훈한 세상 밝은 소리 원음방송~

## 제공 시보
- 삼성전자
- 한국P&G
- SK텔레콤
- 현대자동차
- 매일유업
- 자코모
- KG모빌리티(구 쌍용자동차)
- FM 89.7MHz WBS 원음방송입니다. HLQK. (시보광고 10초) OOO이(가) OO시를 알려드립니다. (자연의 소리 시보음)
- 맑고 밝고 훈훈한 원음방송이 OO시를 알려드립니다. FM 89.7MHz WBS 원음방송입니다. HLQK. (자연의 소리 시보음)

## 논란
이관도 사장 단독경영 비판 후 원음방송 PD 부당해고 사건
서울지방노동위원회(서울지노위)는 지난달 8일 원음방송 라디오국 A PD의 부당해고 구제신청을 인용했다. 서울지노위는 원음방송이 판정서를 송달받은 날부터 30일 이내에 A PD를 원직 복직시키고, 해고 기간에 정상적으로 근로했다면 받을 수 있었던 임금을 지급하라고 구제명령했다. 원음방송이 판정서 송달 이후 10일 내에 재심을 신청하지 않으면 구제명령이 확정되었다. A PD는 지난해 12월16일 원음방송 한 이사를 통해 방송사 내 노래 검열, 경영 악화, 이관도 사장의 20년 단독경영 등 원음방송 내부 문제를 직원들을 대표해 제기했다. 당시 A PD는 원음방송 직원 19명(라디오국·기술국, 지역사 포함) 중 18명이 서명한 이 사장 불신임 결의서와 직원들이 내놓은 문제점, 발전방안 등을 취합한 자료를 해당 이사에게 전달하며 원불교 중앙총부에서 면담을 진행했지만 돌아온 답은 없었다. 이후 이 사장은 올해 1월1일자로 2년 유임됐고, 원음방송은 같은 달 중앙인사위원회를 열어 A PD에 대한 징계해고를 의결한 후 그를 해고하였다.

## 같이 보기
- 가톨릭평화방송
- BBS불교방송